# 샤잠! 신들의 분노
《샤잠! 신들의 분노》(영어: Shazam! Fury of the Gods)는 2023년에 개봉한 미국의 슈퍼히어로 영화이다. 다비드 F. 산드베리가 감독을 맡았으며, 2019년 영화 《샤잠!》의 후속 작품이다.

## 줄거리
타데우스 시바나를 물리친 지 2년 후, 아틀라스의 딸 헤스페라와 칼립소가 아테네 박물관에서 마법사의 부러진 지팡이를 훔쳐 신들의 영역에 갇힌 마법사에게 가져가 지팡이를 복구시킨다. 한편 필라델피아에서 빌리 뱃슨과 그의 가족들은 성장하며 각자의 길을 걷기 시작하고, 빌리는 18세가 되면 가족을 떠나야 할까 봐 걱정한다. 꿈속에서 마법사는 아틀라스의 딸들에 대해 경고하고, 이에 빌리와 그의 가족들은 그들을 조사하기 시작한다. 그들은 영원의 바위에서 펜 '스티브'를 만나 아틀라스의 세 딸에 대해 알게 되고, 프레디가 만나려던 '앤'이 막내딸 안테아임을 깨닫는다.
프레디는 앤에게 자신의 슈퍼히어로 모습을 보여주려다 헤스페라와 칼립소에게 능력을 빼앗기고 납치되어 신들의 영역에 감금된다. 빌리와 가족은 프레디를 구하려 하지만, 도시는 파괴 불가능한 돔에 갇히게 된다. 빌리 일행은 스티브의 도움으로 헤스페라에게 편지를 보내 프레디를 협상하려 한다. 빌리는 헤스페라를 만나지만, 곧 전투가 벌어지고 페드로는 능력을 잃고 헤스페라는 포획된다. 그러나 헤스페라는 계획대로 탈출해 생명의 나무 씨앗인 황금 사과를 훔친다. 프레디와 마법사는 안테아의 도움으로 탈출을 시도하고, 헤스페라가 사과를 들고 돌아오며 딸들 간에 의견 충돌이 일어난다. 칼립소는 사과를 지구에 심어 파괴하려 하고, 헤스페라와 안테아는 자신들의 영역을 되살리려 한다. 프레디는 사과를 훔치지만 발각되고, 빌리와 가족들이 나타나 프레디는 다시 능력을 얻는다.
빌리 일행은 마법사와 함께 바스케스 집에 나타나 양부모에게 정체를 밝힌다. 칼립소가 용 라돈을 이끌고 나타나 사과를 빼앗고 바스케스 집을 파괴한다. 가족들은 사과를 지키려 하지만 빌리를 제외하고 모두 능력을 잃는다. 칼립소는 사과로 은행 야구장에 나무를 심고 괴물들을 소환해 도시를 공격한다. 헤스페라와 안테아는 칼립소의 계획에 반대하지만, 칼립소는 헤스페라에게 치명상을 입히고 안테아의 능력을 빼앗는다. 절망한 빌리는 마법사에게 능력을 거둬달라고 하지만, 마법사는 그가 진정한 영웅임을 일깨워준다.
빌리는 마법사의 말을 듣고 칼립소를 막으러 날아가고, 가족들은 유니콘의 도움을 받아 괴물들을 막는다. 빌리는 죽어가는 헤스페라를 설득해 칼립소를 막는데 협력하게 하고, 돔이 자신의 번개에 격렬하게 반응한다는 것을 깨닫고 칼립소를 공원으로 유인한다. 헤스페라는 돔을 축소시키고, 빌리는 지팡이에 전기를 과부하시켜 칼립소와 라돈, 나무를 파괴하고 자신을 희생한다. 헤스페라는 빌리를 진정한 신으로 인정하고 죽음을 맞이하며 돔은 사라진다.
안테아는 빌리의 가족을 신들의 영역으로 데려가 그의 장례를 치른다. 다이애나 프린스(원더 우먼)가 나타나 지팡이를 복구하고 자신의 힘을 불어넣어 신들의 영역을 되살리고 안테아의 능력을 회복시키고 빌리까지 부활시킨다. 빌리는 지팡이로 가족들의 능력을 되돌려준다. 가족들은 집을 재건하고 안테아와 프레디는 연인 관계를 시작하며, 마법사는 지구에 머무르게 된다.
쿠키 영상에서는 에밀리아 하코트와 존 이코노모스가 빌리를 저스티스 소사이어티에 초대하지만 빌리는 거절한다. 다른 쿠키 영상에서는 감옥에 갇힌 시바나가 미스터 마인드를 다시 만나 그의 계획이 시작되지 않았다는 사실에 분노한다.

## 출연진
- 애셔 엔젤 - 빌리 뱃슨
  - 재커리 리바이 - 샤잠
- 잭 딜런 그레이저 - 프레디 프리먼
  - 애덤 브로디 - 프레디의 변신 형태
- 이언 천 - 유진 최
  - 로스 버틀러 - 유진의 변신 형태
- 그레이스 풀턴 - 메리 브롬필드
- 조밴 아맨드 - 페드로 페냐
  - D. J. 코트로나 - 페드로의 변신 형태
- 페리스 허먼 - 달라 더들리
  - 미건 굿 - 달라의 변신 형태
- 레이철 제글러 - 안테아
- 헬렌 미렌 - 헤스페라
- 루시 류 - 칼립소
- 자이먼 운수 - 마법사 샤잠
- 마르타 밀란스 - 로사 바스케스
- 쿠퍼 앤드루스 - 빅터 바스케스